# Chaetopteridae
Cerca de setenta espécies classificadas principalmente nos gêneros Chaetopterus, Mesochaetopterus, Phyllochaetopterus e Spiochaetopterus. As dimensões dos adultos variam de menos de um centímetro a mais de setenta centímetros, embora haja menos de sessenta segmentos na maioria dos táxons. O corpo é nitidamente heterônomo, dividido em duas ou três regiões funcionais com parapódios variáveis. Os quetopterídeos vivem em tubos retos ou com formato de “U” e a maioria alimenta-se por filtros de rede mucosa, ingerindo plâncton e detritos bombeados pelo tubo nas correntes aquáticas que eles geram. Esse grupo é mais bem-conhecido pelo extraordinário mecanismo de alimentação por filtragem, empregado por Chaetopterus, famoso também pela luminescência azulada que produz.
Chaetopterus bombeia água através de seu tubo para trocas gasosas e alimentação por filtração.

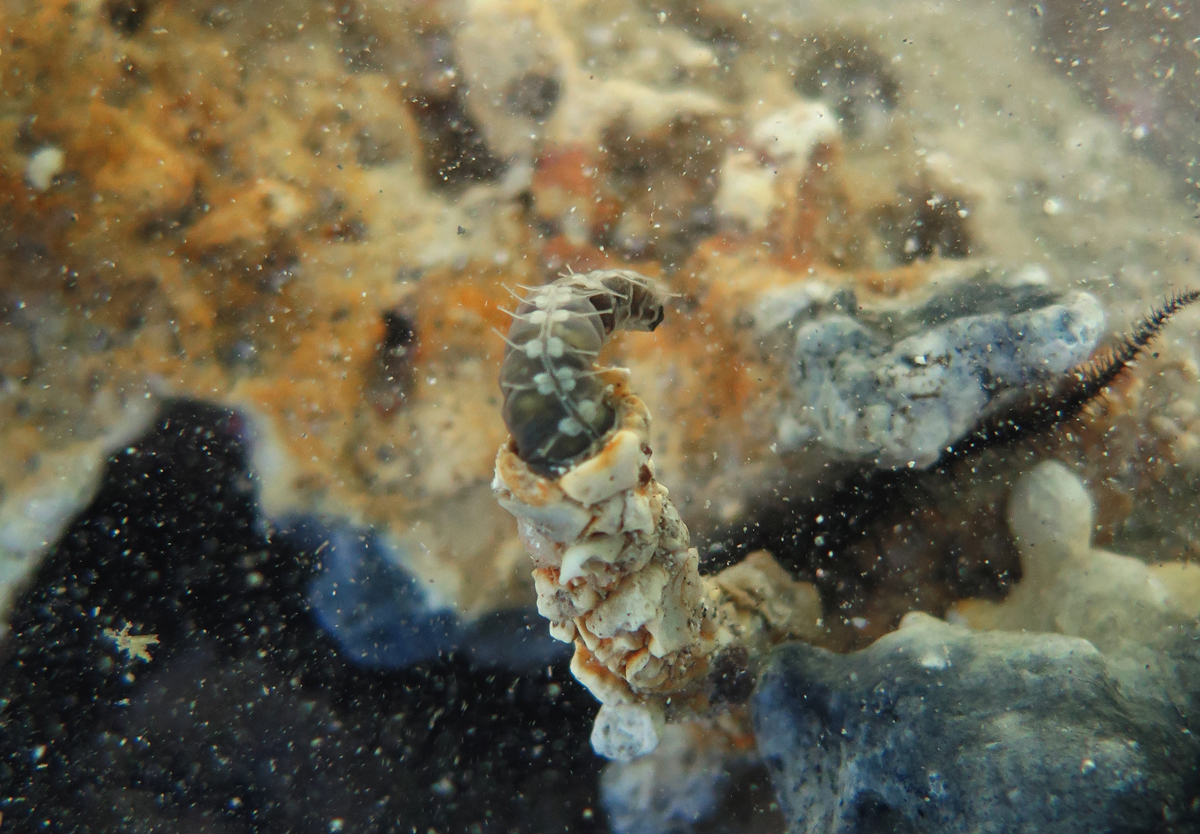
Spiochaetopterus sp. na Reunião